# Hiroshi Ōhashi
Pour les articles homonymes, voir Ōhashi.
Hiroshi Ōhashi (大橋 浩司, Ōhashi Hiroshi), était un footballeur et entraîneur japonais, né le 27 octobre 1959 à Iga.

## Biographie
Il est le sélectionneur de l'équipe du Japon féminine entre 2004 et 2007.
Il dirige la sélection japonaise lors de la Coupe d'Asie 2006, puis lors de la Coupe du monde 2007. Le Japon atteint les demi-finales de la Coupe d'Asie en 2006.